# Jabiru (geslacht)
Jabiru is een geslacht van vogels uit de familie van de ooievaars (Ciconiidae).

## Soorten
Het geslacht omvat de volgende soort:
- Jabiru mycteria – Jabiroe